# Brittiska F3-mästerskapet 1984
Brittiska F3-mästerskapet 1984 var ett race som vanns av Johnny Dumfries.

## Slutställning
| Plats | Förare             | Poäng |
| ----- | ------------------ | ----- |
| 1     | Johnny Dumfries    | 106   |
| 2     | Allen Berg         | 67    |
| 3     | Russell Spence     | 64    |
| 4     | Mario Hytten       | 45    |
| 5     | Ross Cheever       | 39    |
| 6     | Juan Carlos Abella | 26    |